# Smithsonians trinomial-system
Smithsonians trinomial-system (formel engelsk betegnelse: Smithsonian Institution Trinomial System, forkortet SITS) er et system for en tre-leddet kode, der bruges af arkæologer til at registrere fund i USA. Koden består af to tal adskilt af et bogstavpar gerne sat i en fælles parentes – for eksempel (32ME11). Koden rummer informationer om henholdsvis hvilken stat og county et arkæologisk fund er gjort i samt dettes placering i rækken af alle fund i området.
Det blev først udviklet af Smithsonian Institutions River Basin Survey i 1946-1947, baseret på et tidligere system brugt i Nebraska i 1930'erne. Paul Cooper, direktør for Works Project Administration for arkæologisk arbejde i Nebraska 1937-1942, kom på systemet og spillede en afgørende rolle i dets tidlige udvikling.:212 

## Kodens tre led
Hver amerikansk stat er tildelt et nummer fra 1 til og med 48 efter at være opstillet i alfabetisk orden; dog er Alaska og Hawaii tildelt de to sidste numre. Iowa har nummer 13, mens tallet 32 henviser til North Dakota.
Navnet på et county er forkortet til to versaler, så f.eks. Mercer County bliver til ME.
Det sidste tal i parentesen angiver, i hvilken rækkefølge de arkæologiske fund i det bestemte område er blevet gjort eller er registreret.:7 